# کمال صداقت (آهنگساز)
کمال صداقت طرقبه معروف به کمال صداقت (زاده ۲۶ دی ۱۳۶۰ در طرقبه خراسان رضوی) آهنگساز و تنظیم‌کننده در رشته موسیقی پاپ و نوازنده سازهای پیانو و گیتار است. صداقت فارغ‌التحصیل رشته سینما بوده و از مهم‌ترین آثار او می‌توان به قطعه «دورت بگردم - حجت اشرف‌زاده» اشاره کرد. او اولین تجربه آهنگسازی خود را در سال ۱۳۸۱ به‌دست‌آورد و سابقه همکاری با چهره‌هایی مانند حجت اشرف‌زاده، آرون افشار، سینا شعبان‌خانی و رضا شیری را دارد.
صداقت در یک خانواده هنری چشم به جهان گشوده و پدرش، محمدرضا صداقت که از اساتید به نام موسیقی است، نخستین استاد موسیقی او بوده‌است.

## ترانه‌شناسی
| عنوان           |  | خواننده      | آهنگساز    |
| --------------- |  | ------------ | ---------- |
| ترکم کردی       |  | آرون افشار   | کمال صداقت |
| اصلا یادم نبود  |  | رضا شیری     | کمال صداقت |
| نگارم           |  | حجت اشرف‌زاده | کمال صداقت |
| مهربان منی      |  | حجت اشرف‌زاده | کمال صداقت |
| باران ببارد     |  | حجت اشرف‌زاده | کمال صداقت |
| زیبای منی       |  | حجت اشرف‌زاده | کمال صداقت |
| زندگی جانم      |  | حجت اشرف‌زاده | کمال صداقت |
| کمان ابرو       |  | حجت اشرف‌زاده | کمال صداقت |
| دورت بگردم      |  | حجت اشرف‌زاده | کمال صداقت |
| صدای تو         |  | حجت اشرف‌زاده | کمال صداقت |
| اما چشمات       |  | حجت اشرف‌زاده | کمال صداقت |
| قلب سپید        |  | حجت اشرف‌زاده | کمال صداقت |
| زشته نرو        |  | رضا شیری     | کمال صداقت |
| بی تو           |  | احمد ماهیان  | کمال صداقت |
| من و تو و بارون |  | احمد ماهیان  | کمال صداقت |
| شب              |  | میثم راد     | کمال صداقت |